# Ernestine Reuter
Ernestine Reuter (geb. 31. Oktober 1870 in Horb am Main; gest. 2. April 1934 in Homburg) war eine deutsche Aktivistin der bürgerlichen Frauenbewegung und Pazifistin.

## Leben
Ernestine Reuter wuchs als viertes von sieben Kindern des jüdischen Kaufmanns Abraham Reuter und seiner Frau Adelheid in Hochstadt am Main auf. Nach dem Tod ihres Vaters führte sie ab 1904 dessen Schnittwarengeschäft weiter.

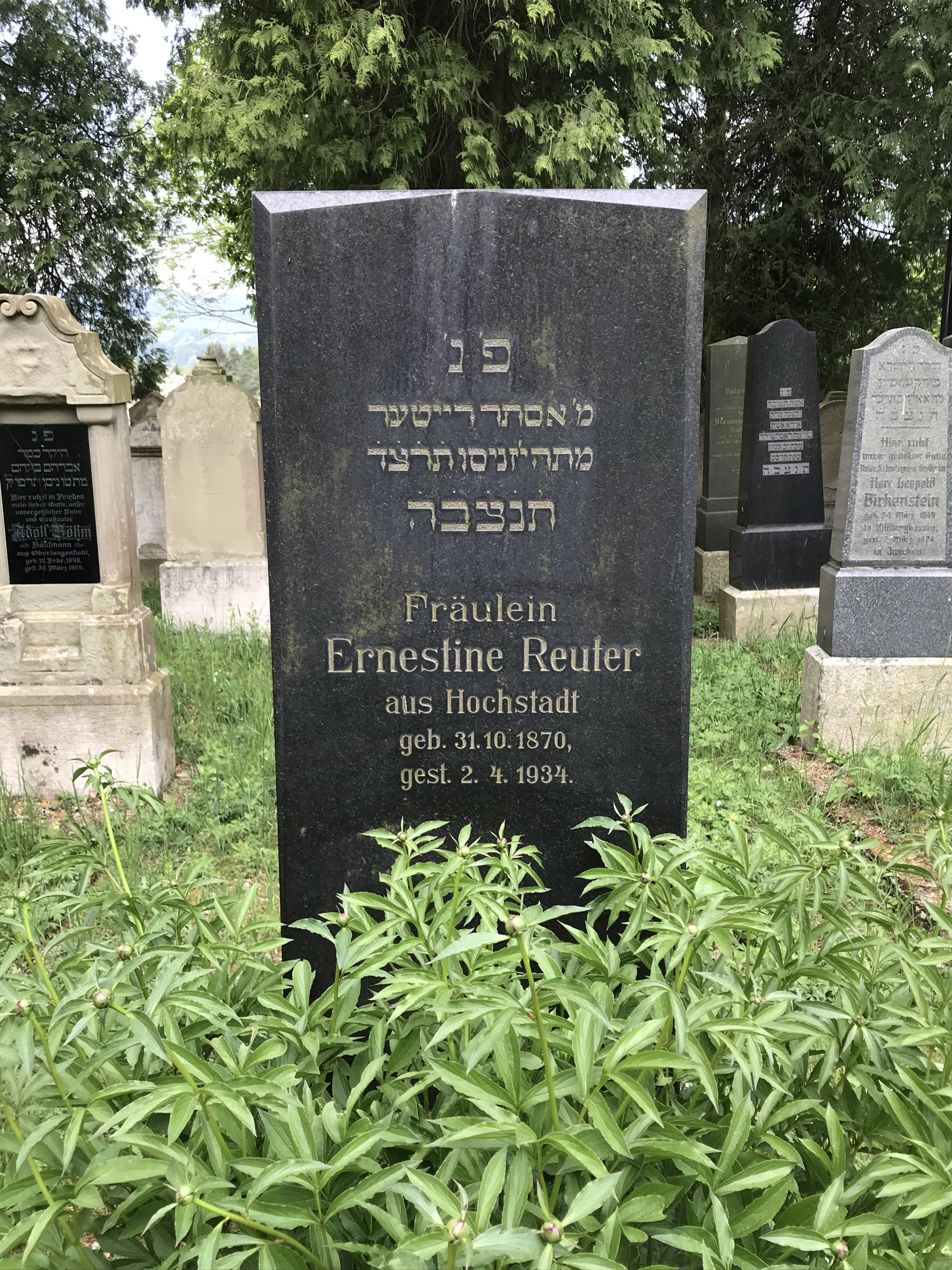
Grabstein von Ernestine Reuter auf dem jüdischen Friedhof Burgkunstadt, 2020

In den Jahren vor dem Ersten Weltkrieg engagierte sie sich im „Deutschen Verein für Frauenstimmrecht“. Auf ihre Initiative hin wurde im April 1910 in Lichtenfels eine Ortsgruppe des Verbands gegründet, deren Vorsitz sie übernahm. Als „Oberfrankens erste Frauenrechtlerin“ setzte sie sich in den folgenden Jahren für die Einführung des Frauenwahlrechts ein. Unter anderem organisierte sie Vortragsveranstaltungen, an denen führende Feministinnen wie Lida Heymann, Anita Augspurg oder Rosika Schwimmer sprachen.
Während des Ersten Weltkriegs übernahm sie zeitweise die Leitung eines Lazaretts, in dem sie sich um verwundete Soldaten kümmerte. Für ihr Engagement in der freiwilligen Krankenpflege wurde sie mehrfach ausgezeichnet. In den 1920er Jahren war sie Mitglied der Women’s International League for Peace and Freedom.
Nach der Nationalsozialistischen „Machtergreifung“ wurde sie aufgrund ihrer Herkunft und ihrer politischen Überzeugungen verfolgt. Seit Ende des Jahres 1933 unterzog sie sich in Homburg einer medizinischen Behandlung. Dort nahm sie sich im April 1934 das Leben. Ernestine Reuter wurde auf dem jüdischen Friedhof Burgkunstadt begraben.

## Auszeichnungen
- 1916: König Ludwig-Kreuz
- 1917: Preuß-Rote-Kreuz-Medaille 3. Klasse